# José de Anchieta (missionaris)

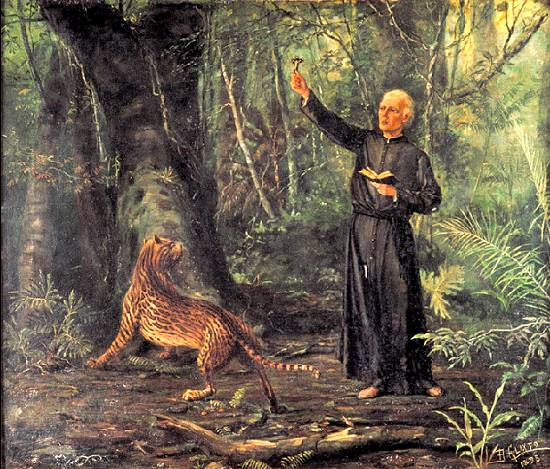
José de Anchieta

José de Anchieta Llarena (San Cristóbal de La Laguna, 19 maart 1534 - Anchieta, 9 juni 1597) was een Spaanse jezuïet-missionaris en is een rooms-katholieke heilige. Hij was een van de stichters van de Braziliaanse stad São Paulo.

## Jonge jaren
De Anchieta werd geboren in een rijke familie op het Canarische eiland Tenerife Zijn vader, Juan López de Anchieta, was een grootgrondbezitter uit Urrestilla bij Azpeitia in Baskenland, die na een mislukte opstand tegen koning Karel I van Spanje had moeten vluchten naar Tenerife. Zijn moeder, Mencia Díaz de Clavijo y Llarena, stamde af van de veroveraars van Tenerife en kwam uit een Joodse familie. Hij was een familielid van Ignatius van Loyola.
Op veertienjarige leeftijd ging Anchieta studeren in Portugal, in het Koninklijk College voor de Kunsten in Coimbra. Hij was zeer religieus en voelde de priesterroeping, zodat hij zich aanmeldde voor het noviciaat van de Sociëteit van Jezus op het jezuïetencollege van Coimbra. Tijdens zijn noviciaat kreeg hij last van ernstige rugklachten ten gevolge van hevig doorgevoerde ascese. Hij viel op door zijn intelligentie en taalvaardigheid.

## Missionaris in Brazilië
In 1553 werd Anchieta, negentien jaar oud, als missionaris naar Brazilië gestuurd, in de derde groep jezuïeten in de Nieuwe Wereld. Hij reisde mee in het gezelschap van Duarte da Costa, de tweede gouverneur-generaal die door de Portugese kroon was benoemd. Na een gevaarlijke reis en een schipbreuk, arriveerde de groep in São Vicente, het eerste dorp dat in Brazilië werd gevestigd in 1534. Hier had Anchieta het eerste contact met de Tapuia-indianen die deze regio bewoonden.

## Verering
In 1980 werd José de Anchieta door paus Johannes Paulus II zalig verklaard. Op 3 april 2014 werd hij heilig verklaard door paus Franciscus. Zijn gedenkdag is 9 juni.
- Bibsys: 90563621
- Biblioteca Nacional de España: XX1723570
- Bibliothèque nationale de France: cb12059627b (data)
- Catàleg d'autoritats de noms i títols de Catalunya: 981058517749006706
- CiNii: DA06208809
- Gemeinsame Normdatei: 11926725X
- International Standard Name Identifier: 0000 0001 1021 801X
- Library of Congress Control Number: n50051889
- Nationale Bibliotheek van Tsjechië: jn20000600271
- Nationale bibliotheek van Australië: 35686556
- Nationale Bibliotheek van Israël: 987007434985105171
- Nationale Bibliotheek van Polen: a0000001657427
- Nederlandse Thesaurus van Auteursnamen: 072149043
- Réseau des bibliothèques de Suisse occidentale: 02-A023272764
- Istituto Centrale per il Catalogo Unico: BVEV019176
- SNAC: w6sc6thp
- Système universitaire de documentation: 028845218
- Trove: 1042570
- Virtual International Authority File: 17244299
- WorldCat: E39PBJcGmdt7TBVQwcp6xCk4bd